# Seznam chráněných území v okrese Žiar nad Hronom
Toto je seznam chráněných území v okrese Žiar nad Hronom aktuální k roku 2015, ve kterém jsou uvedena chráněná území v oblasti okresu Žiar nad Hronom.
| Kód | Obrázek          | Typ | Název                 | Rozloha (ha) | Galerie Commons                                   | Popis území | Souřadnice                       |
| --- | ---------------- | --- | --------------------- | ------------ | ------------------------------------------------- | --- | -------------------------------- |
| 222 |                  | PR  | Bralce                | 13,5200      |                                                   | |                                  |
| 230 |                  | PR  | Bujačia lúka          | 2,0145       |                                                   | |                                  |
| 877 |                  | PP  | Ihráčske kamenné more | 2,2086       |                                                   | |                                  |
| 285 | Jastrabská skala | PP  | Jastrabská skala      | 8,4600       |                                                   | | 48°38′20″ s. š., 18°54′55″ v. d. |
| 297 | Kamenné more     | PR  | Kamenné more          | 13,3000      | Kategorie „Kamenné more“ na Wikimedia Commons     | Největší kamenné moře ve vulkanické části Karpat. Je významnou lokalitou chráněných druhů živočichů, především plazů - typická je zde ještěrka zední (Podarcis muralis) | 48°30′35″ s. š., 18°47′24″ v. d. |
| 832 |                  | PR  | Kamenný jarok         | 65,1000      |                                                   | |                                  |
| 883 |                  | PP  | Kapitulské bralá      | 36,9900      | Kategorie „Kapitulské bralá“ na Wikimedia Commons | | 48°32′38″ s. š., 18°50′33″ v. d. |
| 322 |                  | PR  | Kremnický Štós        | 18,7700      |                                                   | |                                  |
| 439 | Szabóova skala   | PR  | Szabóova skala        | 11,8900      | Kategorie „Szabóova skala“ na Wikimedia Commons   | | 48°32′12″ s. š., 18°48′26″ v. d. |